# Templul Jokhang
Templul Jokhang este un templu budist din orașul Lhasa, Tibet, acum regiune autonomă a Chinei. Templul este considerat a fi cel mai sfânt din Tibet și aparține sectei Gelug. Este a doua cea mai cunoscută atracție turistică din Tibet, după Palatul Potala, iar datorită importanței sale a intrat în Patrimoniul Mondial UNESCO.

## Istorie și arhitectură
Conform tradiției, templul a fost construit pentru prima dată în secolul al VII-lea, mai precis între anii 641-642, de către regele Tibetului din aceea perioadă, Songtsän Gampo. Inițial s-a numit Rasa Tulnang Tsuklakang sau Casa Misterelor din Rasa (vechiul nume al orașului Lhasa). Soțiile lui Songtsän Gampo, prințesa Wencheng a dinastiei chineze Tang și prințesa Bhrikuti din Nepal, au adus drept zestre statui și imagini budiste, o bună parte din ele fiind transportate la acest templu. 
Templul a prosperat în vremea regelui Bönpo Langdharma (838-841), iar în secolul al XI-lea, în vremea starețului Atisha, Jokhang a devenit cea mai importantă mănăstire din Lhasa și una dintre cele mai importante din Tibet. 
De-a lungul timpului, Templul Jokhang s-a extins pe o suprafață de 2.500 de metri pătrați și a fost construit combinând trei stiluri diferite: tibetan, indian de tip vihara  și chinezesc al dinastiei Tang.
El a fost un important loc de pelerinaj al Tibetului medieval, dar a fost devastat în secolul al XIII-lea de invadatorii mongoli. În 1966, Gărzile Roșii ale Chinei au profanat templul în timpul Revoluției Culturale. Mii de texte sacre și statui au fost distruse sau furate. Cu toate acestea, astăzi templul este ocrotit fiind unul dintre principalele atracți ale Patrimoniului Mondial din China.

## Importanță religioasă
Pe lângă vechimea sa, templul are și o importanță religioasă. Este cel mai important loc de pelerinaj din Tibet, fiind considerat în acelaș timp și cel mai sfânt templu. Importanța sa se datorează faptului că în sala principală a templului se află statuia Jowo Rinpoche ce îl reprezintă pe Buddha Shakyamuni, fiind cea mai venerată statuie din budismul tibetan. Se spune că statuia ar fi fost realizată de către niște artiști celești ai zeului Indra și că ar fi fost binecuvântată de însuși Buddha. După aceea ea ar fi intrat în posesia unui rege din regatul indian Magadha, fiind mult mai târziu dăruită dinastiei chineze Tang. Statuia ar fi fost adusă în Tibet drept zestre a prințesei Wencheng și ar fi fost așezată inițial în Templul Ramoche, dar la scurt timp după aceea statuia a fost mutată la Jokhang unde a rămas până în prezent.

## Galerie de imagini

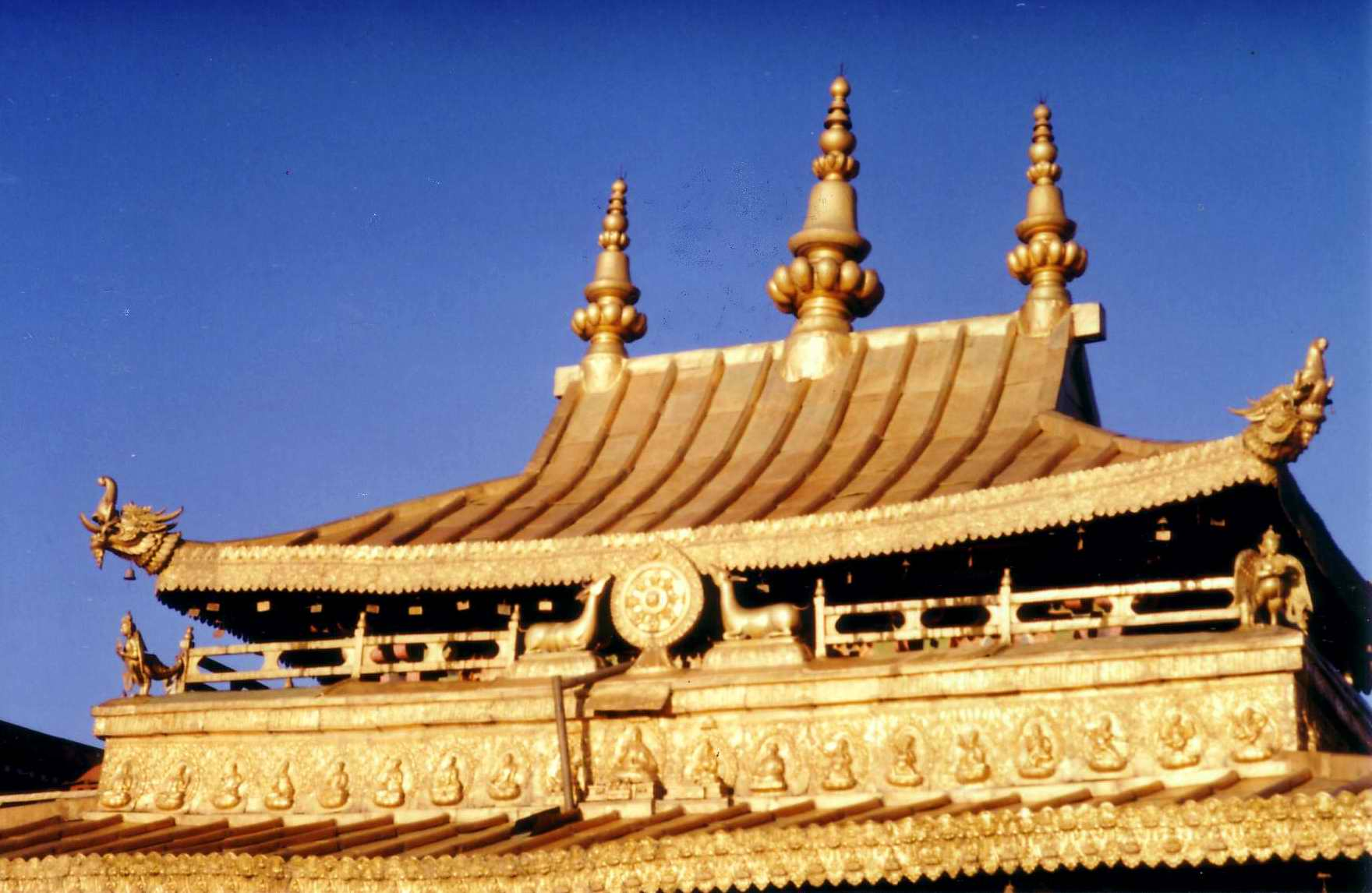
Acoperişul
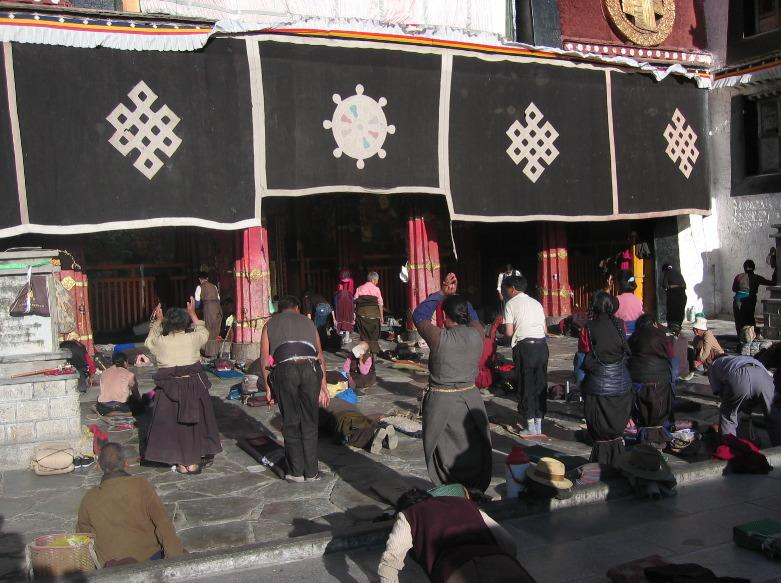
Pelerini rugându-se
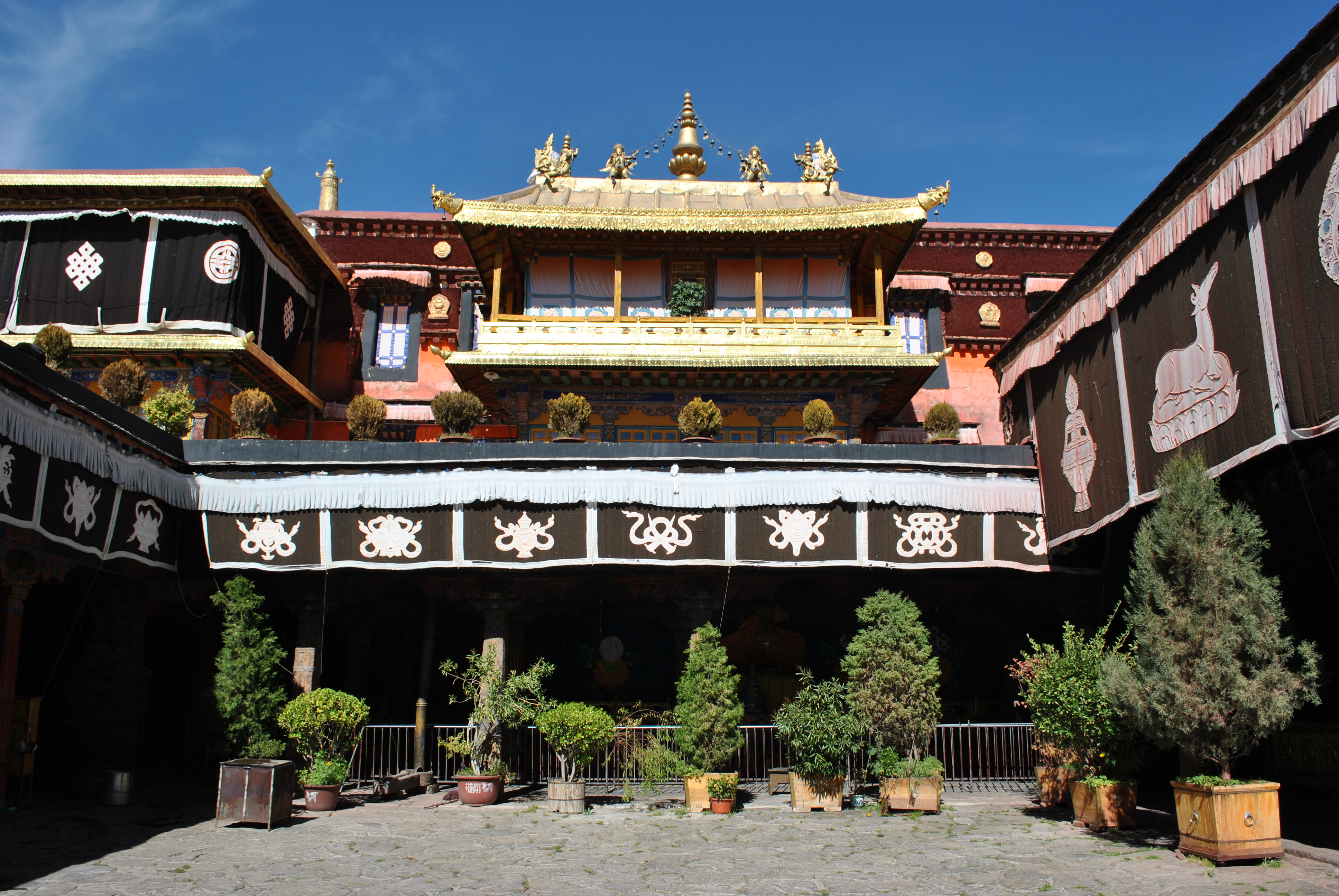
Curtea din spate
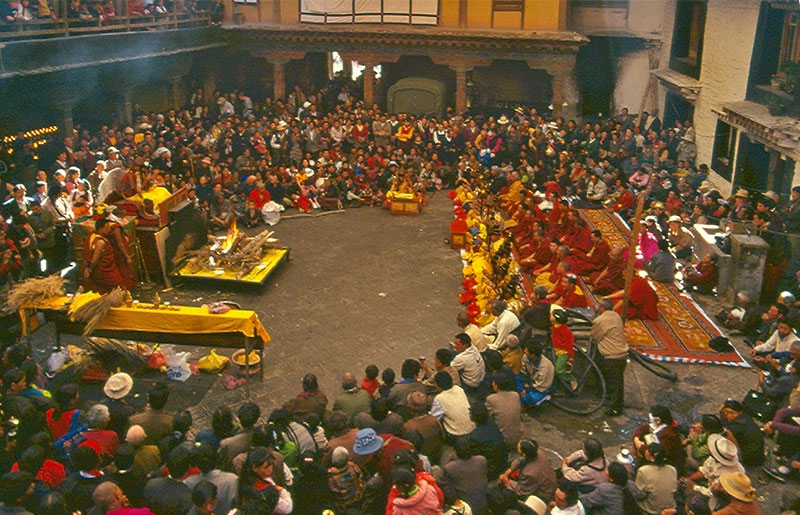
Procesiune religioasă